# Brissago
Brissago és una comuna suïssa del Cantó de Ticino, situada al districte de Locarno, prop d'Isole. Limita al nord-oest i nord amb la comuna de Centovalli, al nord-est amb Ascona i Ronco sopra Ascona, a l'est (de l'altre costat del llac Major) amb Gambarogno, al sud-est amb Pino sulla Sponda del Lago Maggiore (IT-VA) i Tronzano Lago Maggiore (IT-VA), al sud amb Cavaglio-Spoccia (IT-VB), i al sud-oest amb Cannobio (IT-VB).
El 2004 s'hi va disputar el Campionat del món d'escacs (clàssic), entre Peter Leko i Vladímir Kràmnik.